# Cournon-d’Auvergne
Cournon-d’Auvergne település Franciaországban, Puy-de-Dôme megyében. Lakosainak száma 20 020 fő (2022. január 1.). Cournon-d’Auvergne La Roche-Blanche, Orcet, Le Cendre, La Roche-Noire, Pérignat-sur-Allier, Lempdes, Clermont-Ferrand, Aubière, Pérignat-lès-Sarliève és Mur-sur-Allier községekkel határos.

## Népesség
A település népességének változása:
| Lakosok száma | 19 287 | 19 768 | 20 533 | 20 043 | 20 157 | 20 322 | 20 356 | 20 193 | 20 020 |
|               | 2013   | 2015   | 2016   | 2017   | 2018   | 2019   | 2020   | 2021   | 2022   |